# Danilo Gabriel de Andrade
Danilo Gabriel de Andrade (São Gotardo, 11 de junho de 1979), conhecido apenas como Danilo, é um treinador e ex-futebolista brasileiro que atuava como meio-campista. Atualmente está sem clube.
Canhoto e jogador de muita qualidade, tinha sua boa técnica como uma das armas mais valiosas para a conquista dos muitos títulos que possui em sua carreira. Dono de um futebol criativo, jogando com classe e elegância, o que lhe rendeu o apelido de "Zidanilo", ainda nos tempos em que atuava pelo São Paulo, em referência ao ex-futebolista francês Zinédine Zidane, um dos maiores jogadores de todos os tempos.
Para Alexandre Lozetti, colunista do Globoesporte.com, Danilo é o maior jogador de futebol a jamais ter atuado com a camisa da seleção de seu país.
Em 2015, num amistoso contra o Corinthian Casuals, clube que deu origem ao nome do Corinthians, Danilo jogou os últimos minutos com a camisa do clube inglês, repetindo o feito de Sócrates.

## Carreira como Jogador

### Início
Danilo nasceu em São Gotardo, mas se mudou para Ibiá com 3 anos de idade, onde foi criado e começou em uma das escolinhas da cidade. Seu treinador, carinhosamente apelidado de Pelézinho, deu a base para que Danilo se tornasse um jogador vitorioso. Danilo teve uma rápida passagem pelo São Paulo, clube que jogaria anos mais tarde, entre 1994 e 1995. Em 1996 Danilo começou na base do Sparta Esporte Clube de São Gotardo, MG, jogou no time de Juvenis, mas durante um torneio um olheiro do Goiás se interessou e o levou onde se tornou um dos maiores ídolos do clube.

### Goiás
Danilo foi revelado pelo Goiás em 1996, permanecendo no Esmeraldino até 2004. Sendo um dos grandes destaques do time goiano neste período, o jogador então despertou interesse do São Paulo, para onde se transferiu na metade do ano de 2004.

### São Paulo
No ano de 2004, foi contratado pelo São Paulo. Ficando no clube entre 2004 e 2007, onde conquistou diversos títulos importantes, como a Copa Libertadores da América de 2005 e o Mundial de Clubes da FIFA: 2005. Como meia armador titular do Tricolor do Morumbi, Danilo ainda foi campeão paulista em 2005 e Brasileiro em 2006. Após essas temporadas de sucesso seguiu para o Japão, contratado pelo Kashima Antlers.

### Kashima Antlers
O meia atuando no Japão, foi campeão nacional do Japão, a J-League, por três vezes e venceu uma Copa do Imperador, todos os títulos defendendo o Kashima Antlers. Após esse período, o contrato de Danilo acabou e o jogador retornaria ao Brasil, dessa vez para atuar pelo Corinthians no final do ano de 2009.

### Corinthians
Danilo juntou-se ao elenco do Parque São Jorge em 2010, no centenário do clube. Chegando na mesma época que os jogadores Roberto Carlos, Tcheco e Iarley. Danilo obteve melhor desempenho na temporada de 2011. Ignorado no início de ano turbulento, no qual o Corinthians foi desclassificado prematuramente da Taça Libertadores pelo Tolima, Danilo foi peça fundamental na campanha do Pentacampeonato Brasileiro, tendo sua melhor atuação com a camisa alvi-negra justamente contra seu ex-clube e rival corintiano São Paulo, na goleada de 5–0, onde marcou um gol e participou de outros três. Danilo foi o jogador que mais atuou pela equipe do Parque são Jorge e também o que mais deu assistências em todo o Campeonato Brasileiro. Seu último jogo nesse ano ficou marcado pela meta dos 100 jogos pelo Corinthians.
Com um excelente início de ano, se destacando principalmente no jogo contra seu ex-time o São-Paulo, Danilo cai nas graças da fiel, que o aplaude em pé após atuação de gala.
Danilo foi peça fundamental na primeira fase da Libertadores da América 2012, anotando 3 gols importantes na competição e participando muito bem de todos os jogos. Danilo é um dos pilares do Time e uma das esperanças do técnico Tite para a segunda fase da competição. No dia 20 de Junho de 2012 o Corinthians disputava o segundo jogo da semi-final da Taça Libertadores da América. Com vantagem de um gol, feito por Emerson Sheik na Vila Belmiro no primeiro jogo, o Santos chegou a abrir o placar no Pacaembu, resultado que levaria a decisão para os pênaltis, mas Danilo foi decisivo no jogo e fez um gol histórico que empatou o jogo  e colocou o Corinthians pela primeira vez na final da competição. A Libertadores adotou a regra dos gols fora de casa como critério de desempate nas fases eliminatórias em 2005, diminuindo assim o número de decisão por pênaltis: houve, por exemplo, oito disputas de penalidades no torneio em 2004, incluindo na final em que o Once Caldas bateu o mesmo Boca Juniors depois de dois empates. 
Desde então, foram dez decisões por pênaltis em todas as edições do torneio somadas: duas em 2012, com o êxito do Vasco sobre o argentino Lanús e o da Universidad de Chile sobre o paraguaio Libertad. Experiente, o jogador, de 36 anos, já disputou três finais de Libertadores. Duas com o São Paulo e uma com o Corinthians (campeão em 2005 e 2012 por São Paulo e Corinthians, respectivamente e vice em 2006 pelo tricolor paulista). Desfocado no Campeonato Brasileiro após a conquista da Libertadores da América, o Corinthians se reencontra com a vitória após o término da competição continental sobre o Náutico no dia 14 de Julho de 2012 com dois gols de Danilo, sendo um dos responsáveis pela recuperação do time no campeonato nacional. O Meia ainda teve grande atuação no Mundial de Clubes da Fifa em 2012, onde o Corinthians se sagrou campeão em cima do milionário time do Chelsea FC, da Inglaterra. No lance do gol do título Danilo chutou a bola desviou e Guerrero garantiu.
Após eliminação da Libertadores da América em 2013, chega a final do Campeonato Paulista 2013 contra o Santos Futebol Clube, após ter eliminado o também rival São Paulo Futebol Clube na semifinal. Em 19 de maio, prova seu valor e é decisivo mais uma vez, marcando o gol do 27º título paulista do Timão. Em 17 de julho, ajudou o Corinthians fazendo gol no último jogo da Recopa em cima do seu ex-clube o São Paulo, e ganhou o título sendo capitão do time é eleito o melhor jogador dos dois jogos. 
Em fevereiro de 2014, após a invasão do CT corintiano, alegou que deseja cumprir o final do seu contrato e deixar o Corinthians.
Em 24 de janeiro de 2015, no amistoso contra o clube inglês Corinthian-Casuals, fez um gol e nos minutos finais trocou de camisa, atuando pelo adversário. Em 08 de fevereiro de 2015, Danilo voltou a ser decisivo ao marcar o gol da vitória no clássico contra o Palmeiras, que terminou em 1–0 a favor do Corinthians. Em 08 de março de 2015, Danilo foi novamente decisivo em clássicos, ao marcar novamente o gol da vitória contra o rival São Paulo, que terminou em 1–0. Sagrou-se Hexacampeão Brasileiro pelo Corinthians em 2015 e teve atuação marcante na vitória do Corinthians por 6–1 no dia 22 de novembro de 2015. Em 30 de setembro de 2015, teve seu contrato prorrogado por mais 1 ano, terminando em dezembro de 2016.
Em 2016 Danilo não conseguiu sequencia de jogos pela equipe de Parque São Jorge, uma grave lesão nos treinamentos em agosto deixou Danilo por mais de 1 ano sem condições de jogo, onde passou por uma cirurgia e teve riscos até de amputar a perna.
Em 2017 sagrou-se Heptacampeão Brasileiro pelo Corinthians mesmo não tendo atuado durante a competição, Danilo voltou aos gramados na partida do título contra o Fluminense Football Club após 472 dias sem atuar. No final de 2017 Danilo renovou contrato com o Corinthians até o fim de 2018 se tornando assim um dos maiores ídolos da história do clube.
Em 2018, Danilo sagrou-se Campeão Paulista pelo Corinthians, após fazer 2 gols decisivos em disputas de pênaltis, contra São Paulo e Palmeiras, respectivamente.

### Vila Nova
Em 24 de dezembro de 2018, foi anunciado pelo Vila Nova para 2019. Disputou 15 jogos e fez 3 gols pelo Vila Nova na temporada  de 2019.

## Carreira como Técnico

### Categorias de base do Corinthians
Em 19 de janeiro de 2021, foi contratado como técnico para o sub-23. Estreou como técnico pela equipe Sub-23 do Corinthians em 27 de fevereiro de 2021 em um empate com a equipe do Marilia em 1-1. Após o fim da temporada 2021, o presidente Duilio Monteiro Alves desmontou a equipe Sub-23 do Corinthians e Danilo deixou de ser o técnico da equipe.
Em 21 de janeiro de 2022, Danilo foi confirmado como o novo técnico do sub-20 do Corinthians pelo presidente Duílio Monteiro Alves. Pelo Campeonato Brasileiro de Futebol Sub-20, a equipe também chegou a final, se tornando novamente vicecampeã do torneio, após perder a final para seu arquirrival Palmeiras.
Na temporada de 2023, na principal competição de base, a Copa São Paulo de Futebol Júnior, o clube foi uma decepção no torneio, sendo eliminado logo na Terceira Fase para o Sport. No Campeonato Paulista Sub-20, foi novamente eliminado após a Portuguesa ser derrotada por 2-1 pelo Palmeiras, esse resultado culminou na eliminação do alvinegro. Pela Copa do Brasil Sub-20, o clube foi eliminado nas Quartas de Final para o Fluminense. No Campeonato Brasileiro Sub-20, o clube foi eliminado por 6-1 no agregado na semi-final novamente para o Palmeiras.
Com o desempenho frustrante nas categorias de base no ano anterior, Danilo continuou como técnico do Sub-20 em preparação para a Copa São Paulo de Futebol Júnior 2024. Após uma campanha espetacular na Copinha, no dia 25 de janeiro de 2024, Danilo conquistou seu primeiro título como treinador ao derrotar o Cruzeiro por 1-0 na Neo Química Arena. Após o 11º título da Copinha, a diretoria do Corinthians optou por seguir com Danilo no comando do sub-20 para 2024.

### Profissional
Após o desligamento do técnico Cuca, Danilo assumiu como o novo técnico interino do clube. Comandou o clube em um confronte contra o Palmeiras no Allianz Parque válido pelo Campeonato Brasileiro. Essa partida terminou em derrota alvinegra por 2-1. Após a contratação do técnico Vanderlei Luxemburgo no Corinthians, Danilo retornou ao cargo de técnico das categorias de base sub-20.

## Estatísticas

### Clubes
| Clube       | Temporada | Campeonato nacional | Campeonato nacional | Copa nacional | Copa nacional | Competições continentais¹ | Competições continentais¹ | Outros torneios² | Outros torneios² | Total | Total |
| Clube       | Temporada | Jogos               | Gols                | Jogos         | Gols          | Jogos                     | Gols                      | Jogos            | Gols             | Jogos | Gols  |
| ----------- | --------- | ------------------- | ------------------- | ------------- | ------------- | ------------------------- | ------------------------- | ---------------- | ---------------- | ----- | ----- |
| Corinthians | 2010      | 31                  | 2                   | —             | —             | 7                         | 0                         | 11               | 1                | 49    | 3     |
| Corinthians | 2011      | 36                  | 3                   | —             | —             | 2                         | 0                         | 14               | 1                | 52    | 4     |
| Corinthians | 2012      | 24                  | 5                   | —             | —             | 14                        | 4                         | 16               | 2                | 54    | 11    |
| Corinthians | 2013      | 30                  | 0                   | 4             | 0             | 10                        | 2                         | 15               | 4                | 59    | 6     |
| Corinthians | 2014      | 23                  | 2                   | 5             | 0             | —                         | —                         | 15               | 0                | 43    | 2     |
| Corinthians | 2015      | 29                  | 0                   | 1             | 0             | 8                         | 0                         | 15               | 4                | 53    | 4     |
| Corinthians | 2016      | 6                   | 1                   | 0             | 0             | 4                         | 0                         | 17               | 2                | 27    | 3     |
| Corinthians | 2017      | 2                   | 0                   | 0             | 0             | 0                         | 0                         | 0                | 0                | 2     | 0     |
| Corinthians | 2018      | 12                  | 2                   | 0             | 0             | 0                         | 0                         | 7                | 0                | 19    | 2     |
| Corinthians | Total     | 193                 | 15                  | 10            | 0             | 45                        | 6                         | 110              | 14               | 359   | 35    |

¹Estão incluídos jogos e gols da Copa Libertadores e Recopa Sul-Americana

²Estão incluídos jogos e gols pelo Campeonato Paulista, Copa do Mundo de Clubes da FIFA, Torneios Amistosos e Amistosos

#### Estatísticas no clássico majestoso
|    | Data       | Jogo                      | Clube       | Gol | Competição            |
| -- | ---------- | ------------------------- | ----------- | --- | --------------------- |
| 1  | 15/02/2004 | São Paulo 1–0 Corinthians | São Paulo   | 0   | Campeonato Paulista   |
| 2  | 19/09/2004 | São Paulo 0–0 Corinthians | São Paulo   | 0   | Campeonato Brasileiro |
| 3  | 27/02/2005 | São Paulo 1–0 Corinthians | São Paulo   | 1   | Campeonato Paulista   |
| 4  | 08/05/2005 | Corinthians 1–5 São Paulo | São Paulo   | 1   | Campeonato Brasileiro |
| 5  | 07/09/2005 | São Paulo 3–2 Corinthians | São Paulo   | 0   | Campeonato Brasileiro |
| 6  | 24/10/2005 | São Paulo 1–1 Corinthians | São Paulo   | 0   | Campeonato Brasileiro |
| 7  | 12/03/2006 | Corinthians 1–2 São Paulo | São Paulo   | 1   | Campeonato Paulista   |
| 8  | 10/09/2006 | São Paulo 0–0 Corinthians | São Paulo   | 0   | Campeonato Brasileiro |
| 9  | 28/03/2010 | Corinthians 4–3 São Paulo | Corinthians | 1   | Campeonato Paulista   |
| 10 | 07/11/2010 | São Paulo 0–2 Corinthians | Corinthians | 0   | Campeonato Brasileiro |
| 11 | 27/03/2011 | São Paulo 2–1 Corinthians | Corinthians | 0   | Campeonato Paulista   |
| 12 | 26/06/2011 | Corinthians 5–0 São Paulo | Corinthians | 1   | Campeonato Brasileiro |
| 13 | 21/09/2011 | São Paulo 0–0 Corinthians | Corinthians | 0   | Campeonato Brasileiro |
| 14 | 12/02/2012 | Corinthians 1–0 São Paulo | Corinthians | 1   | Campeonato Paulista   |
| 15 | 26/08/2012 | Corinthians 1–2 São Paulo | Corinthians | 0   | Campeonato Brasileiro |
| 16 | 02/12/2012 | São Paulo 3–1 Corinthians | Corinthians | 0   | Campeonato Brasileiro |
| 17 | 31/03/2013 | São Paulo 1–2 Corinthians | Corinthians | 1   | Campeonato Paulista   |
| 18 | 05/05/2013 | São Paulo 0–0 Corinthians | Corinthians | 0   | Campeonato Paulista   |
| 19 | 03/07/2013 | São Paulo 1–2 Corinthians | Corinthians | 0   | Recopa Sul-Americana  |
| 20 | 17/07/2013 | Corinthians 2–0 São Paulo | Corinthians | 1   | Recopa Sul-Americana  |
| 21 | 28/07/2013 | Corinthians 0–0 São Paulo | Corinthians | 0   | Campeonato Brasileiro |
| 22 | 13/10/2013 | São Paulo 0–0 Corinthians | Corinthians | 0   | Campeonato Brasileiro |
| 23 | 09/03/2014 | Corinthians 2–3 São Paulo | Corinthians | 0   | Campeonato Paulista   |
| 24 | 11/05/2014 | São Paulo 1–1 Corinthians | Corinthians | 0   | Campeonato Brasileiro |
| 25 | 21/09/2014 | Corinthians 3–2 São Paulo | Corinthians | 0   | Campeonato Brasileiro |
| 26 | 18/02/2015 | Corinthians 2–0 São Paulo | Corinthians | 0   | Copa Libertadores     |
| 27 | 08/03/2015 | São Paulo 0–1 Corinthians | Corinthians | 1   | Campeonato Paulista   |
| 28 | 22/04/2015 | São Paulo 2–0 Corinthians | Corinthians | 0   | Copa Libertadores     |
| 29 | 09/08/2015 | São Paulo 1–1 Corinthians | Corinthians | 0   | Campeonato Brasileiro |
| 30 | 22/11/2015 | Corinthians 6–1 São Paulo | Corinthians | 0   | Campeonato Brasileiro |
| 31 | 14/02/2016 | Corinthians 2–0 São Paulo | Corinthians | 0   | Campeonato Paulista   |
| 32 | 17/07/2016 | Corinthians 1–1 São Paulo | Corinthians | 0   | Campeonato Brasileiro |
| 33 | 28/03/2018 | Corinthians 1–0 São Paulo | Corinthians | 0   | Campeonato Paulista   |

- Jogos: 33
- Vitórias: 18
- Empates: 10
- Derrotas: 5
- Gols: 9

### Campeonatos
| Competição            | Partidas | Gols | Média |
| --------------------- | -------- | ---- | ----- |
| Amistosos¹            | 17       | 2    | 0,11  |
| Campeonato Paulista   | 90       | 12   | 0,13  |
| Campeonato Brasileiro | 193      | 15   | 0,07  |
| Copa do Brasil        | 10       | 0    | 0,00  |
| Copa Sul-Americana    | 0        | 0    | 0,00  |
| Copa Libertadores     | 43       | 5    | 0,11  |
| Recopa Sul-Americana  | 2        | 1    | 0,5   |
| Mundial de Clubes     | 2        | 0    | 0,00  |
| TOTAL                 | 359      | 35   | 0,09  |

¹Estão incluídos jogos e gols de amistosos e torneios amistosos

## Títulos

### Como Jogador
Goiás
- Campeonato Brasileiro - Série B: 1999
- Copa Centro-Oeste: 2000, 2001, 2002
- Campeonato Goiano: 1996, 1997, 1998, 1999, 2000, 2002, 2003

São Paulo
- Copa do Mundo de Clubes da FIFA: 2005[27]
- Copa Libertadores da América: 2005
- Campeonato Brasileiro: 2006
- Campeonato Paulista: 2005

Kashima Antlers
- Campeonato Japonês: 2007, 2008, 2009
- Copa do Imperador: 2007
- Supercopa do Japão: 2009

Corinthians
- Copa do Mundo de Clubes da FIFA: 2012
- Copa Libertadores da América: 2012
- Recopa Sul-Americana: 2013
- Campeonato Brasileiro: 2011, 2015, 2017
- Campeonato Paulista: 2013, 2017, 2018

### Como treinador
Corinthians Sub-20
- Copa São Paulo de Futebol Júnior: 2024

### Artilharias
Corinthians
- Recopa Sul-Americana de 2013: 1 gol

### Prêmios individuais
| Ano  | Premiação                                      | Prêmio                     | Time        | Resultado | Ref.   |
| ---- | ---------------------------------------------- | -------------------------- | ----------- | --------- | ------ |
| 2011 | Líder em assistências do Campeonato Brasileiro | Líder de assistências (11) | Corinthians | Venceu    | [ 28 ] |
| 2013 | Seleção do Campeonato Paulista                 | Melhor meia                | Corinthians | Venceu    | [ 29 ] |
| 2013 | Globolinha de Ouro do Campeonato Paulista      | Gol mais bonito            | Corinthians | Venceu    | [ 30 ] |
| 2013 | Melhores da Recopa Sul-Americana               | Melhor jogador             | Corinthians | Venceu    | [ 31 ] |